# 平安宮
平安宮（日语：／ Heiankyū */?）是日本平安时代天皇的居城，位於平安京北面正中，亦稱大內裏（ Daidairi））。「大內裏」的稱呼，在14世紀普及化。其建立於延曆十三年（794年），於安貞元年（1227年）廢棄。
日本律令制鬆弛以後，平安宮無法獲得良好的維護，災害頻起，日漸荒廢。其內全部建築今已無存，被覆蓋於住宅區下；皇宮東南角則被覆蓋在二條城下。其南界約在今上押小路通，西界御前通，北界約在一條通，東界大宮通。
「大內裏」與「內裏」兩詞容易混淆。對平安京而言，大內裏是皇宮統稱，內裏則是天皇與後宮居住之處，僅是大內裏的一部分。

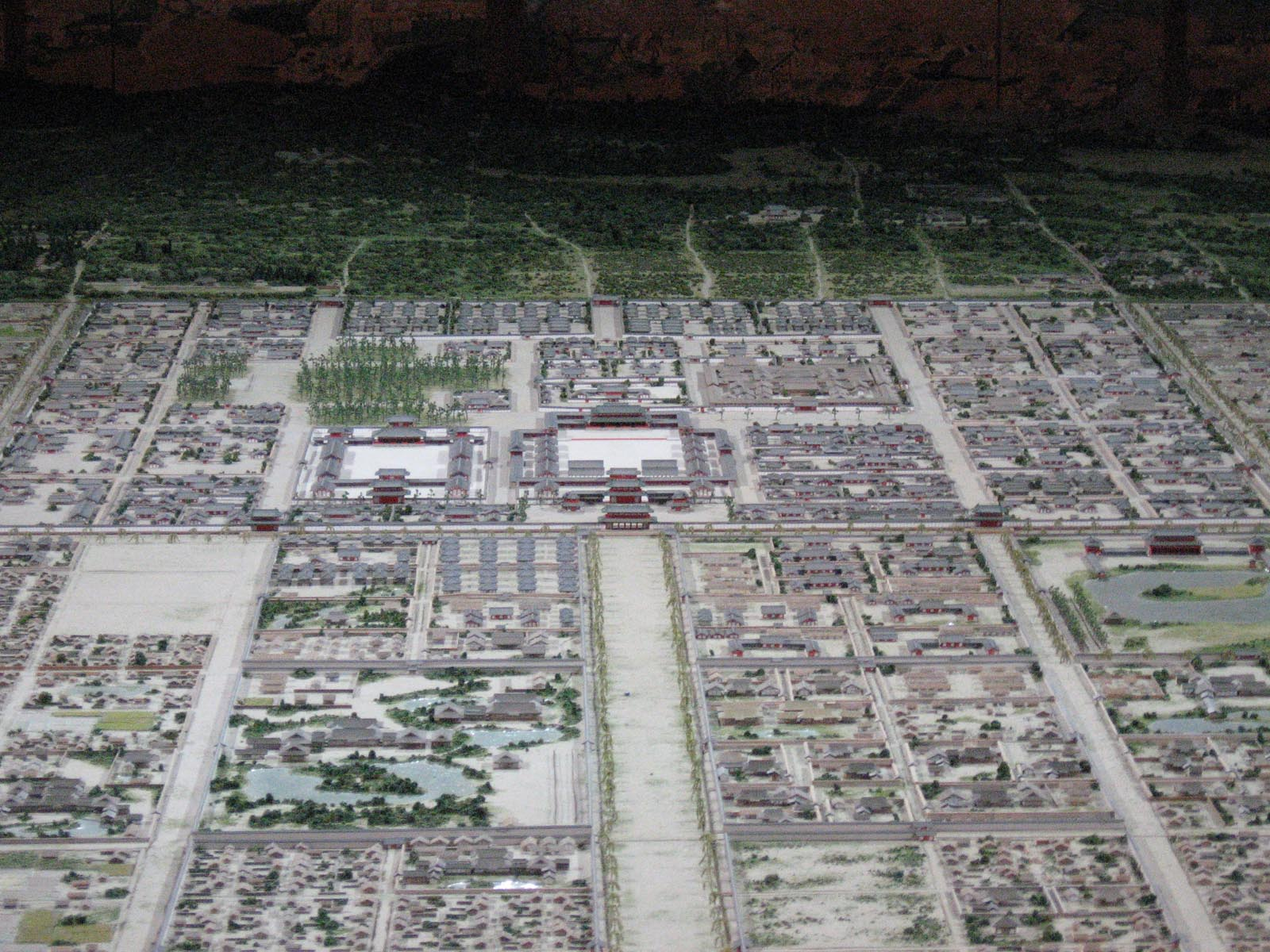
京都市平安京创生馆中展出的平安京模型（局部，大內裏附近）

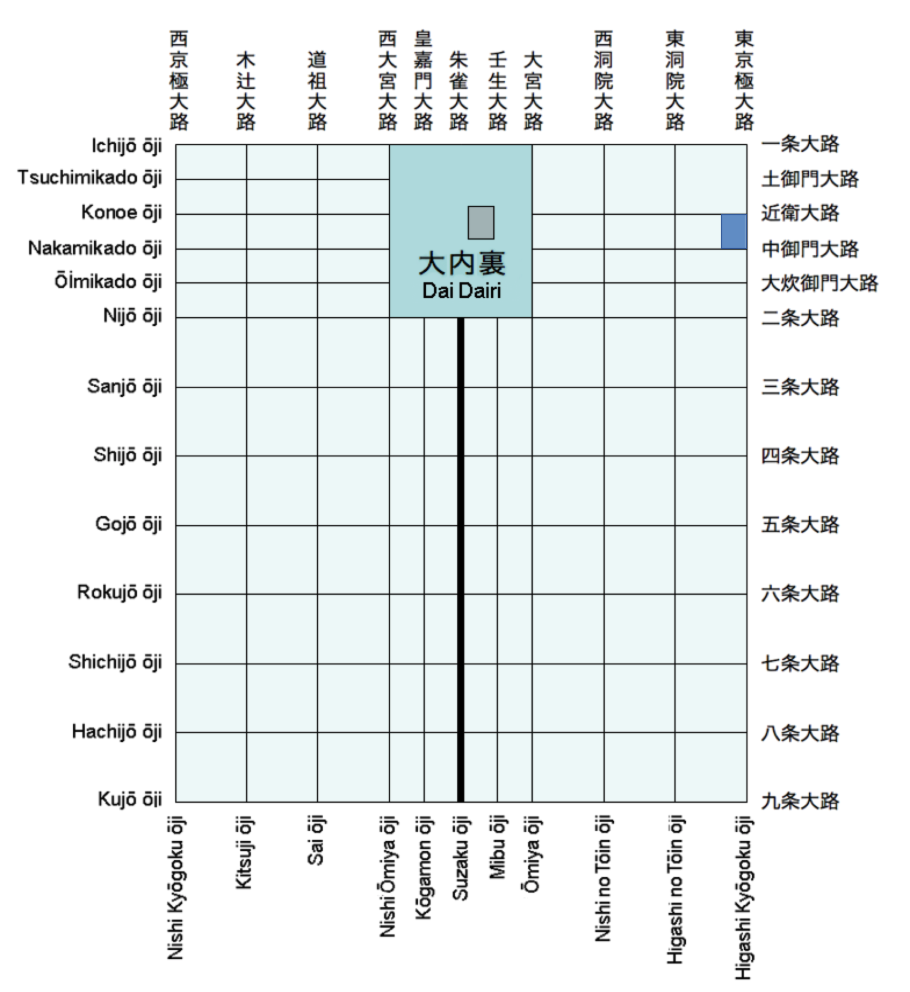
大內裏在平安京中的位置

## 歷史
延曆13年（794年）桓武天皇自長岡京遷都平安京，並營建平安宮，即大內裏。延曆24年（805年）桓武天皇納藤原緒嗣諫言，停止營造宮室以安頓百姓。
弘仁9年（818年）將宮中殿名及門名改用唐風名稱，正值唐風文化在日本達到高峰的平安時代初期。
貞觀8年（866年）在應天門發生了縱火事件「應天門之變」，主謀大納言伴善男誣指左大臣源信縱火，但最終失敗。事後為源信辯護的藤原良房掌控朝政，許多公卿被流放。
天德4年（960年）內裏首次燒毀，此後不斷發生火災，天皇在平安京內里坊中營造臨時住居，稱為「里內裏」。應和元年（961年）即重建，但在十五年後的貞元元年（978年）再度燒毀，此後火災頻繁。
在永保2年（1082年）的一次燒毀後，重建工作甚至花費了19年，至康和2年（1100年）才完成。此期間，1086年即位的堀河天皇，其即位禮在里內裏之一的堀河院舉行。即使內裏已經重建，天皇仍有大半時間居住在里內裏中。例如，鳥羽天皇在位的十五年中，僅七個月在內裏度過；崇德天皇除為了舉行儀式使用大內裏之外，從未在內裏居住過。
天永3年（1112年）里內裏高陽院燒毀，即使內裏還能使用，朝廷卻討論要將何處作為新的里內裏。
保元2年（1157年），後白河天皇的近臣藤原通憲主導了大內裏的重建。藤原通憲使各令制國負擔合理的徭役，在不到一年的時間內，完成了重建工作。近年的研究認為，當時實際只復原了大極殿、迴廊、會昌門與朱雀門等朝堂院的建築，以為二條天皇的即位式作準備。
安元三年（1177年）京都發生了嚴重的火災「太郎燒失（安元の大火）」，大內裏多處遭殃，正殿大極殿燒毀，此後未再重建，安德天皇的即位式，改在內裏正殿紫宸殿舉行。但安德天皇在源平合戰中罹難，被視為不祥，因此，後鳥羽天皇的即位式，改在太政官廳舉行。此後室町時代的天皇多循此例。
文治5年（1189年）又開始重建工作，但在承久之亂中全部燒毀。
荒廢的大內裏尚殘存了朱雀門附近的宮牆。此後這裡被作為馬場使用，在內亂時也曾作為戰場，後期部分變為農地，豐臣秀吉在這裡建造「聚樂第」。
安貞元年（1227年）內裏火災，大內裏永遠停止了重建。
嘉禎元年（1235年），此時大內裏已逐漸荒廢，因此被喚作「內野」。
元弘3年（1331年）光嚴天皇於里內裏之一的土御門東洞院殿（即今日京都御所的雛型）即位，此後以此為皇居，直至遷都東京為止。
神祇官官廳是大內裏最後殘存的建築，直到天正13年（1585年）才荒廢。

## 整體布局

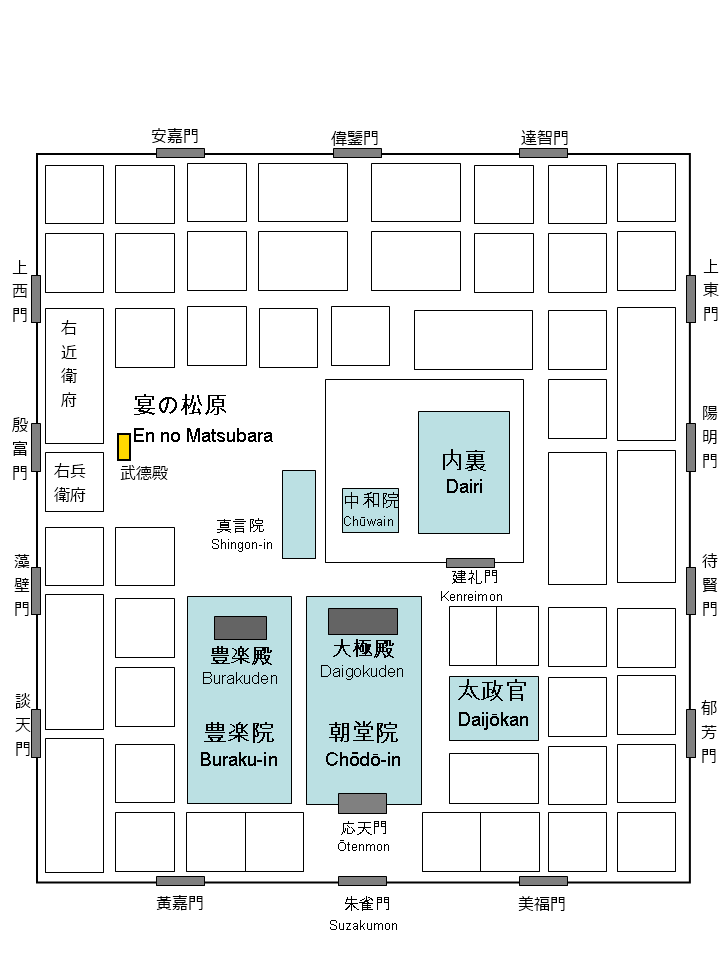
皇城大內裏平面圖

大內裏東西384丈（1164公尺）、南北460丈（1394公尺），周圍以築地塀（註釋：由土夯築而成的土牆）圍繞，四面各築三門，加上東上門、西上門，共十四座門。
大內裏由朝堂院、豐樂院、內裏及朝廷的辦公廳舍等組成。

## 宮門
以內裏為核心，迴廊和築地塀為分界線，將大內裏分成內重、中重及外重。參考下圖，內重相當於內裏內廓，此區與大內裏一樣是每面各開三門；中重則等於內裏外廓，將中和院等建築包含在內；外重則是整個平安宮。
外重的門稱為「宮城門」，中重的門稱為「宮門」，內重則稱為「閤門」
飛鳥時代以前，一些氏族負責天皇的護衛，在六世紀時，由大伴氏領導，負責皇宮各門的防衛，以防衛者的氏名來命名宮城門。歷代一些皇宮都有這十二座門（如平城宮）因此門的名字繼續流傳下來。即使在奈良時代以後，門的護衛已經改由衛門府負責，仍然保存了門的名字。818年，嵯峨天皇下詔，將門名更定為唐風門名。大內裏增加上東、上西二門，實際有十四座門，但這兩座門規模簡單，不算入宮城十二門內。
弘仁9年各門改名，南面三門匾額由空海書，東面由嵯峨天皇書寫，西面小野美材，北面橘逸勢。
除朱雀門與上東、上西門以外，其他門都是面闊五間的規模。若將平安宮從對稱軸分成左右兩個部分，則東部的門由左衛門府守衛，西部的門由右衛門府守衛。
- 朱雀門：舊稱大伴門，是大內裏的正門。二重入母屋造，東西七間47公尺，南北二間14公尺，在十二門中最大，是朱雀大路的起點[5]。更改為唐風門名時，其匾額由空海書寫。每年六月和十二月在此大祓。在989年燒毀後重建，1208年再遭火，隔年倒塌，安貞元年（1227年）燒毀後廢棄。

- 皇嘉門：舊稱若犬養門。原本雅樂寮設置於門內（後改為彈正臺）因此別稱雅樂寮門。

- 談天門：舊稱玉手門。左右兩側分別是左、右馬寮，因此又稱馬寮御門。

- 藻璧門：舊稱佐伯門，又稱西中御門。

- 殷富門：舊稱伊福部門，由於門內北側是右近衛府的官舍，因此又稱西近衛御門。

- 上西門：為大內裏西側最北端的門，別稱西土御門。由於此門專做搬運貨物之用，因此設計非常簡單，沒有屋頂，同時也不屬於外重十二門。

- 安嘉門：舊稱海犬養門，門內為兵庫寮的官舍，因此又稱兵庫寮（司）御門。

- 偉鑒門：舊稱豬使（豬養）門，屋頂為切妻造。由左、右衛門府每年輪流守衛。又稱玄武門或不開門

- 達智門：舊稱丹至比門或丹比門，為大內裏北面東門。

- 上東門：外城東面最北之門，其東側是土御門大路，沿途多為高級朝臣之府邸所在，因此結束完宮中事務的朝臣多以此門退出皇城歸邸。不屬於宮城十二門。

- 陽明門：舊稱山部門或山門，門內北側為左近衛府官舍，因此又稱近衛御門，西元785年時，將山部氏之氏名簡化為山，因此在818年4月改稱為山門。

- 待賢門：舊稱建部門，又稱中御門。

- 郁芳門：舊稱的門，門內北側是大炊寮的官舍，因此又稱大炊御門。

- 美福門：舊稱壬生御門。

## 朝堂院

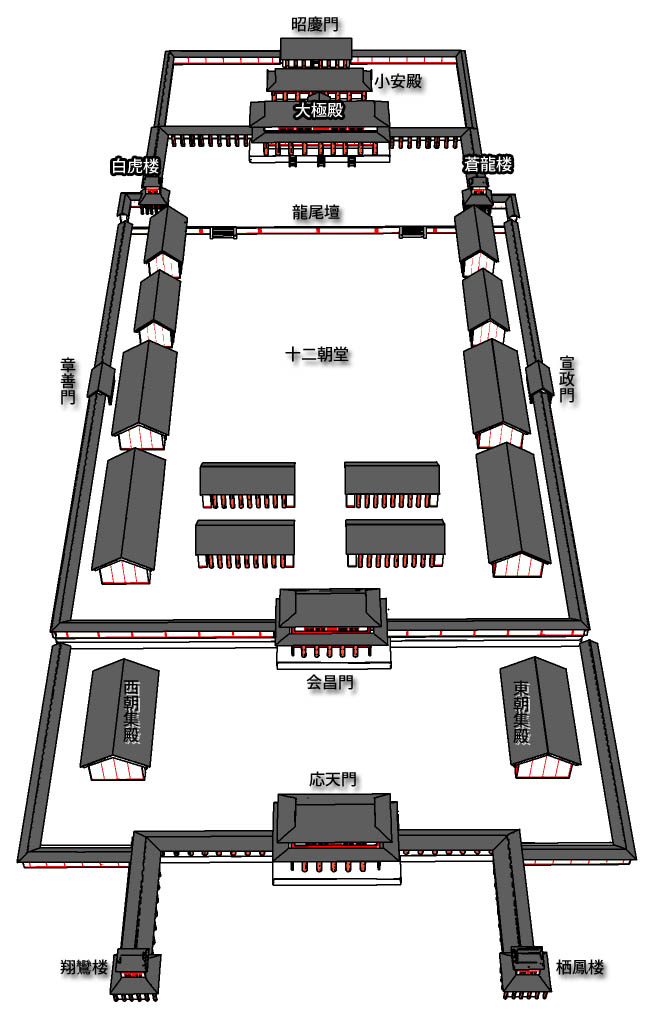
大內裏朝堂院復原圖，可見東西朝集殿、十二朝堂及龍尾壇

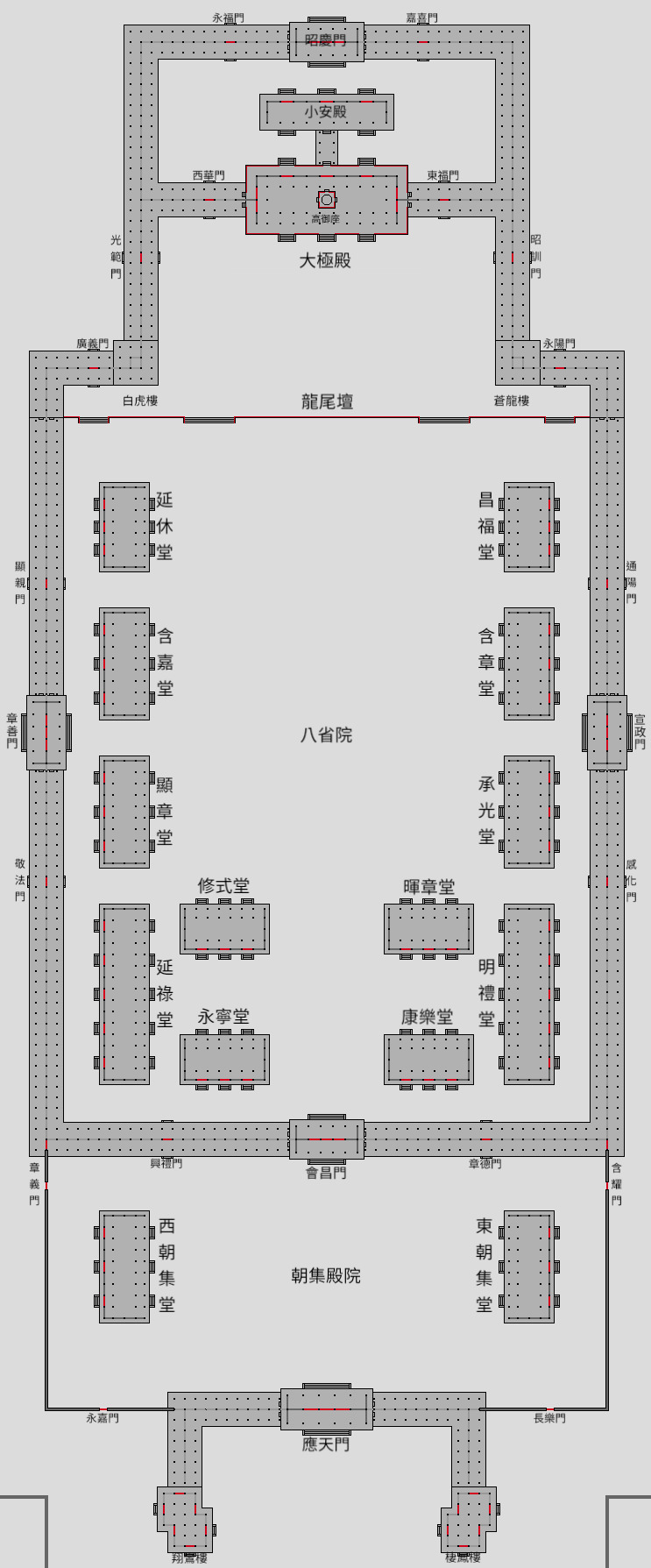
平安宮朝堂院復原圖

朝堂院為大內裏的正廳，是皇宮最重要的建築，為處理朝政及舉行儀式之處。朝堂院由大極殿、朝堂、朝集殿三者組成。
弘仁9年（818年）改各殿、門名稱後，亦稱八省院。其東西寬64丈（約191公尺）南北156丈（約466公尺），整體形狀如一凸字形，周圍以複廊（由兩道走廊組成的回廊）環繞。
與先前歷代的朝堂院相比，原先在大極殿與朝堂院之間，隔著一道迴廊，在平安宮則合而為一，成為單一的朝堂院。早期，官員在朝堂處理政務，但後來逐漸改在獨立的辦公廳舍（曹司）辦公，加上朝政的儀式化，朝堂的規模，有較以往縮小和簡化的趨勢。
朝堂院位於大內裏的中軸線上。在大內裏正門朱雀門的北方，為朝堂院的正門－應天門。門為ㄇ字形，其東西側分別有栖鳳樓及翔鸞樓，值得注意的是大明宮含元殿兩側也有「栖鳳閣」和「翔鸞閣」。
當時，應天門的匾額由高僧空海提寫。但在將匾額掛上去之後，才發覺「應」的一撇忘了寫。空海急中生智，將筆往上一扔，點了一個點。後人用「弘法也會寫錯字（弘法も筆の誤り）」來形容任何人都有做錯事的時候。
貞觀8年（866年）縱火事件「應天門之變」在此發生。畫師常盤光長將事件經過繪成《伴大納言繪詞》，為日本四大繪卷之一。

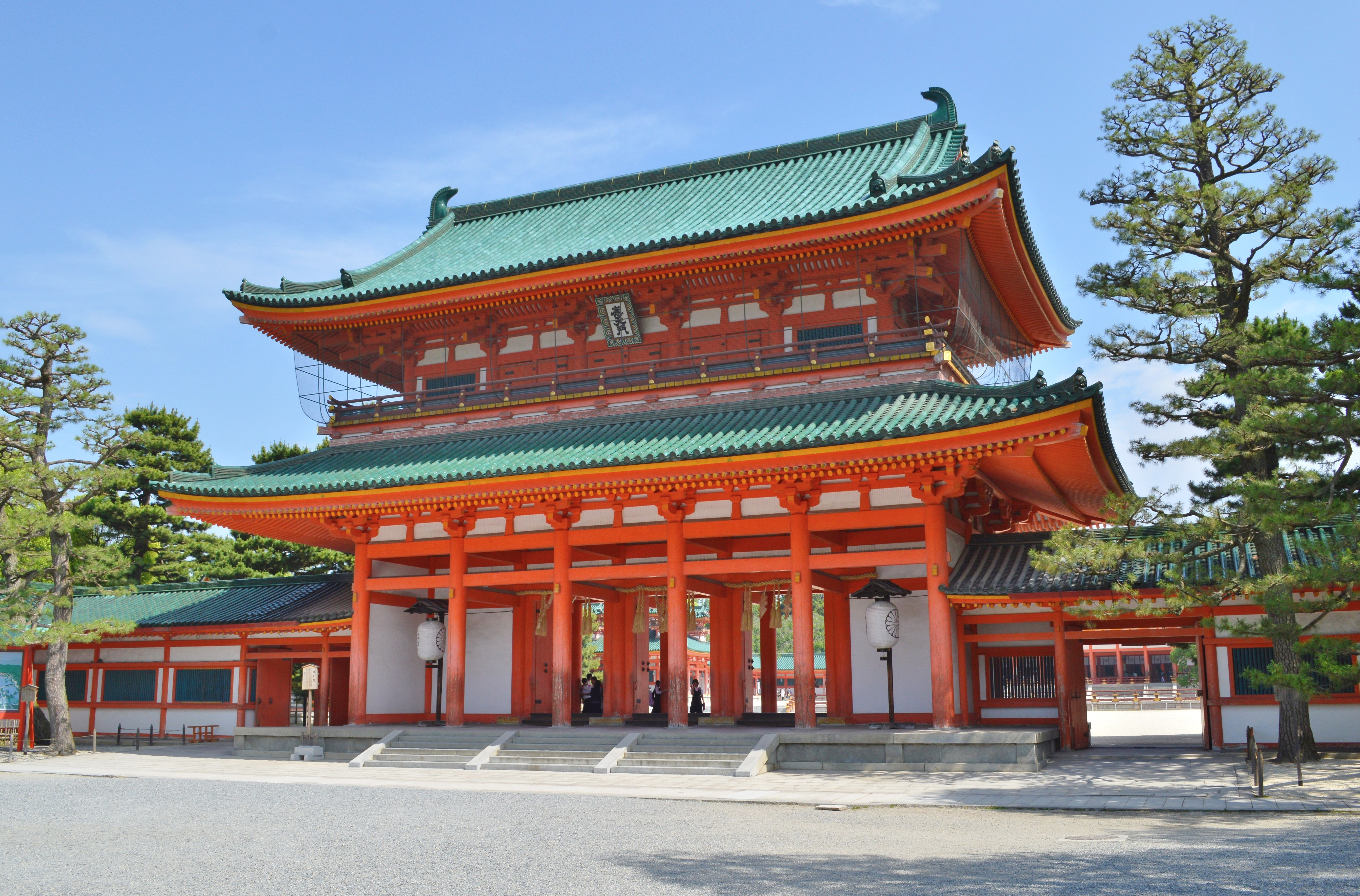
平安神宮復原的應天門

應天門北為會昌門，門兩側有對稱的東、西朝集殿，舉行一些儀式前，人們在朝集殿等待會昌門開啟。
會昌門北為大極殿，殿前庭院廣闊，兩側有左右對稱的十二座「朝堂」。
朝堂是公卿參加朝政時設置席位之處。朝堂的構造，自前代皇宮即有，但數量不同，難波長柄豊碕宮可能有十四個，藤原宮、平城宮（後期平城宮）有十二個，長岡宮減少為八個，至平安宮時恢復為十二個。由朝堂包圍所形成的凵字形區域，稱為朝庭。
東六堂：昌福、含章、承光、明禮、暉章、康樂；西六堂：延休、含嘉、顯章、延祿、修武、永寧。各堂的名稱也是在818年修改，在此之前，以在該堂設置席位的政府機關命名。官員品位越高，其席位所屬的朝堂越靠近大極殿。

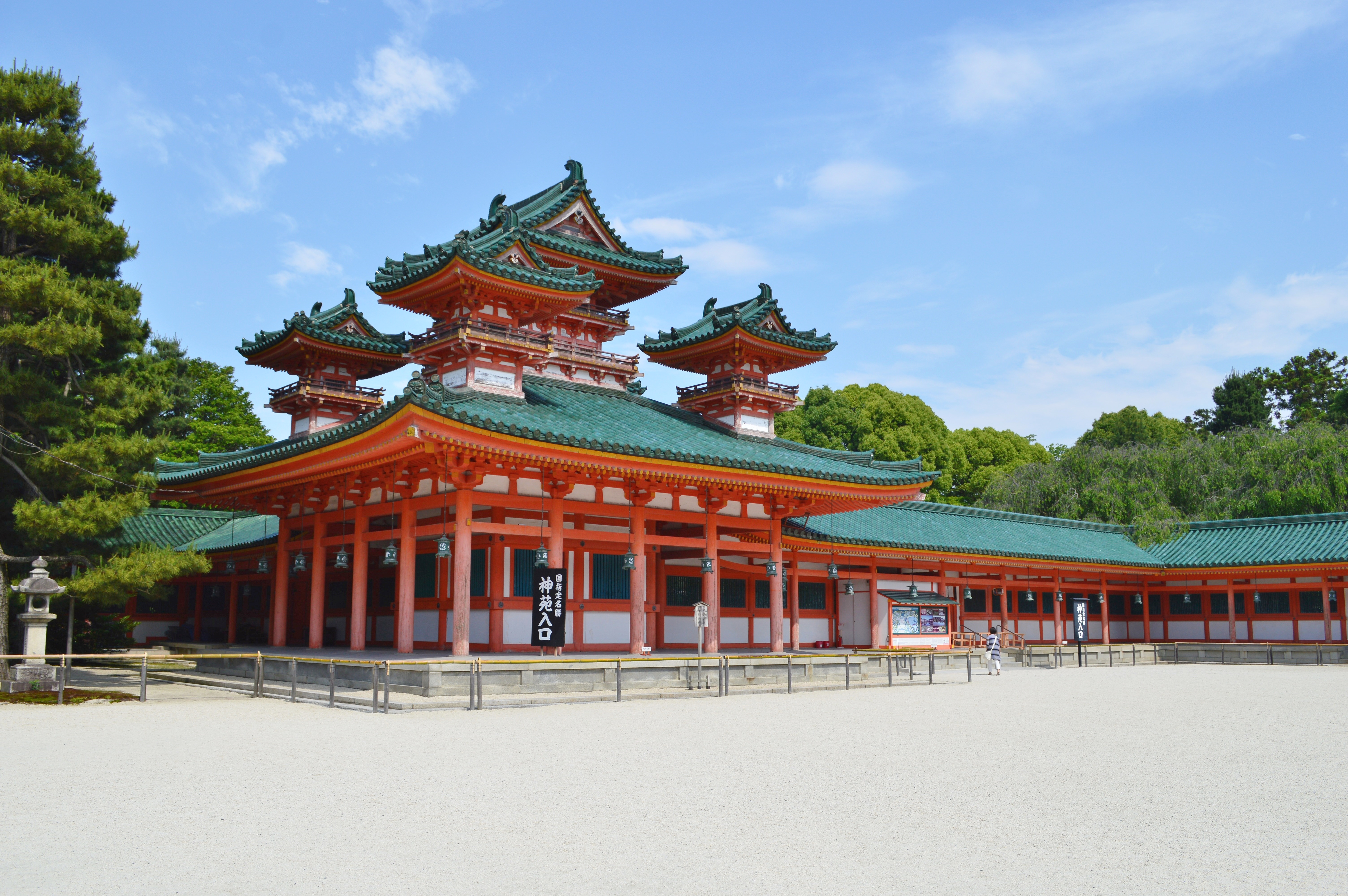
平安神宮復原的白虎樓

大極殿建造於庭院北部的臺階上，此臺稱為「龍尾壇」，龍尾壇與地面之間的階梯則稱為「龍尾道」，龍尾道因其形逶迤屈曲，宛如龍尾下垂而得名，而大明宮含元殿前亦有龍尾道。在龍尾壇的南緣，設置了橫向的紅色欄杆（朱欄）。大極殿東有「蒼龍樓」，西有「白虎樓」，與大極殿亦形成ㄇ字形，具有大明宮含元殿的設計元素

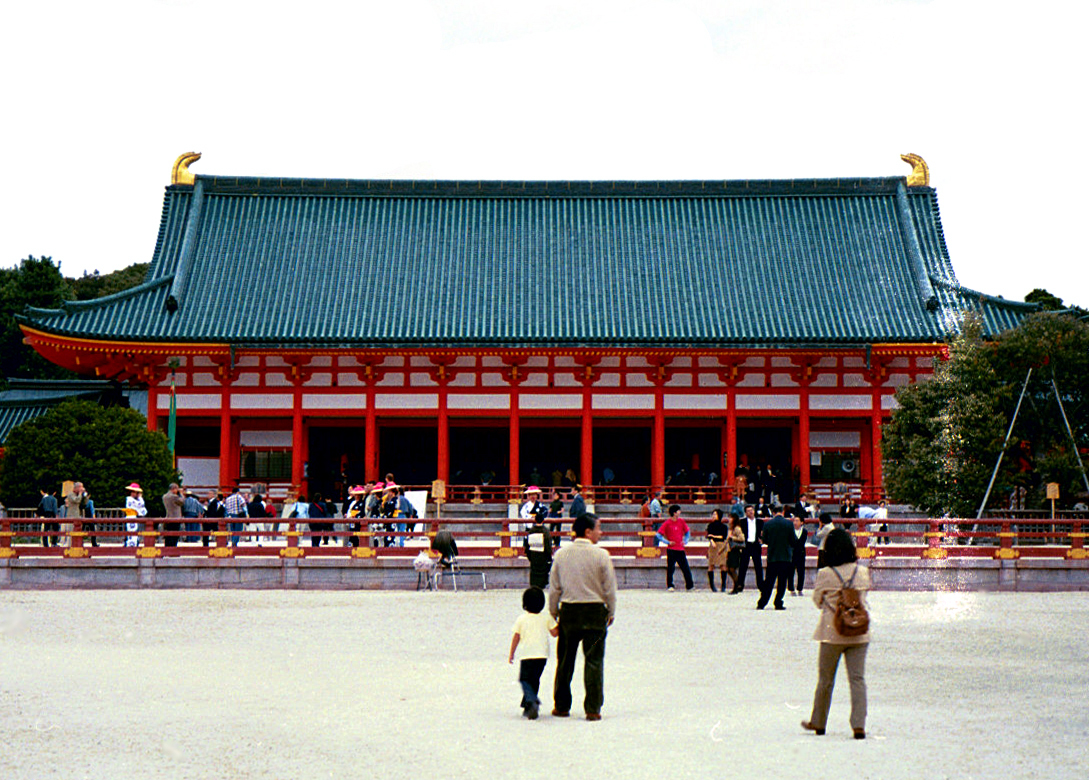
平安神宮的大極殿

大極殿，東西寬十一間，南北寬四間，為平安宮內最大的建物，也是歷代大極殿中最大者。其基壇據估計寬約59公尺，長約24公尺。基壇邊緣設置朱欄，基壇南面和北面各設中左右三道階梯。屋頂本瓦葺，屋脊則使用了綠釉瓦。大棟兩處設置金色鴟尾。殿中設置天皇御座「高御座」。大極殿南楹採開放式空間，沒有設門。
許多重要儀式，如天皇即位、朝賀、御齋會、外國使臣謁見，皆在大極殿舉行。大極殿後為小安殿，在天皇御大極殿時用作休憩處。
延曆12年（793年）大極殿始建，至延曆14年（795年）完成，弘仁6年（815年）大修。貞觀18年（876年）被燒毀，元慶3年（879年）即重建。但在康平元年（1058年）時又燒毀，至延久4年（1072年）方重建，保元2年（1157年）藤原通憲（信西）又重修一次。最終在安元三年（1177年）的安元大火（太郎燒亡）中第二次被燒毀了之後，再也沒有重建過。
大極殿初創與兩次重建，每次的結構可能都不同。在平安神宮的大極殿，仿照年中行事繪卷中延久年間重建的大極殿建造，為單層入母屋造；貞觀年間重建大極殿，推測為單層寄棟造；初建的大極殿資料不足難以判斷，但以平城宮第一次大極殿為例，可能是二重入母屋造。
另外，1895年建立的平安神宮，是按照朝堂院的形式，以原本規模的八分之五縮小建立的。

## 豐樂院

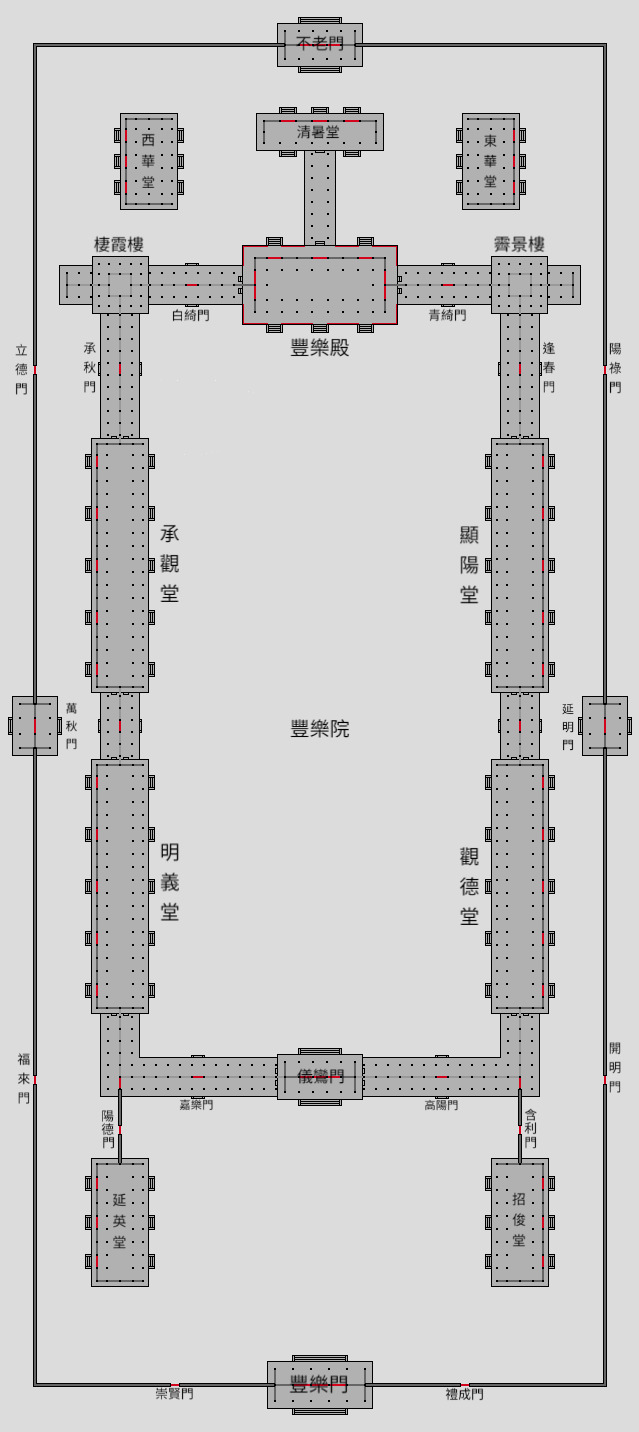
平安宮豐樂院平面圖

豐樂院位於朝堂院西側、宴松原南側，為「天子宴會之處」，其重要性僅次於朝堂院。
豐樂院東西寬57丈（約170公尺），南北長134丈（約413公尺），四周以築地塀圍繞。南面築地正中為正門「豐樂門」，豐樂門北正中為「儀鸞門」，儀鸞門之北中為正殿「豐樂殿」，殿後有後殿「清暑堂」。豐樂殿前方兩側有堂四座，名「顯陽堂」、「觀德堂」、「承歡堂」、「明義堂」，為朝廷公卿著座之處。堂與堂之間，以南北向迴廊連接。
新嘗祭、大嘗祭、正月慶賀、射禮等儀式，以及外國使臣的歡迎宴會，在此舉辦。「豐樂」二字的訓讀，即為宴會之意。後來豐樂院逐漸荒廢，宴會常在紫宸殿舉辦。
豐樂殿位於豐樂院正北，單層寄棟造，據京都埋藏文化財研究所的考古研究，豐樂殿東西寬九間，共129尺（約38公尺）南北寬四間，共54尺（約16公尺）殿周圍有寬約四公尺的基壇。屋頂與大極殿同樣使用本瓦葺、綠釉瓦。
舉行儀式時，將高御座設置於殿中。最初可能是由平城宮第二次大極殿移築而來。豐樂殿初名「乾臨閣」，但因與神泉苑正殿同名，才改稱豐樂殿。貞元元年（976年）豐樂殿燒毀，此後火災頻繁。康平6年（1063年）燒毀後，不再重建

## 內裏

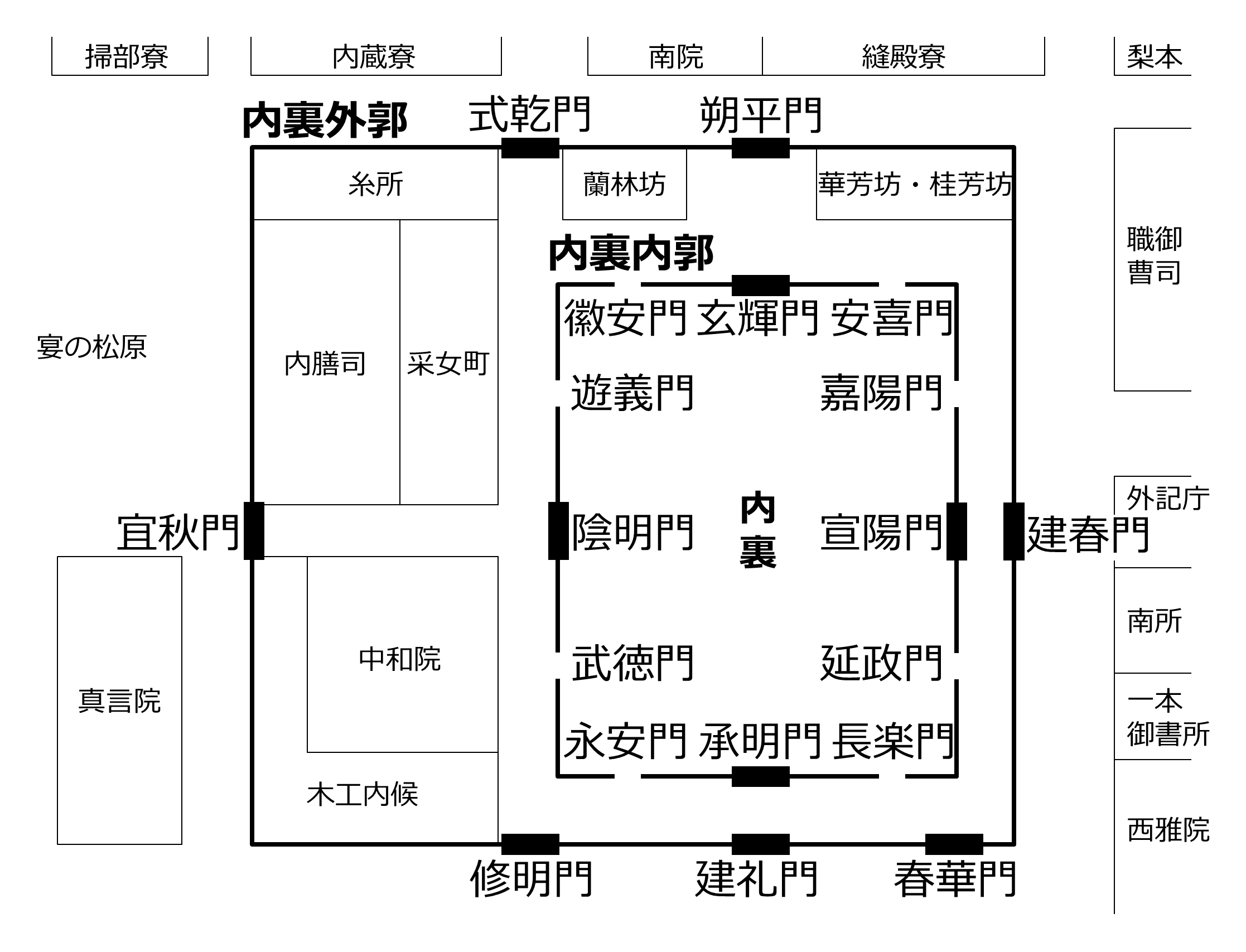
平安宮內裏平面圖

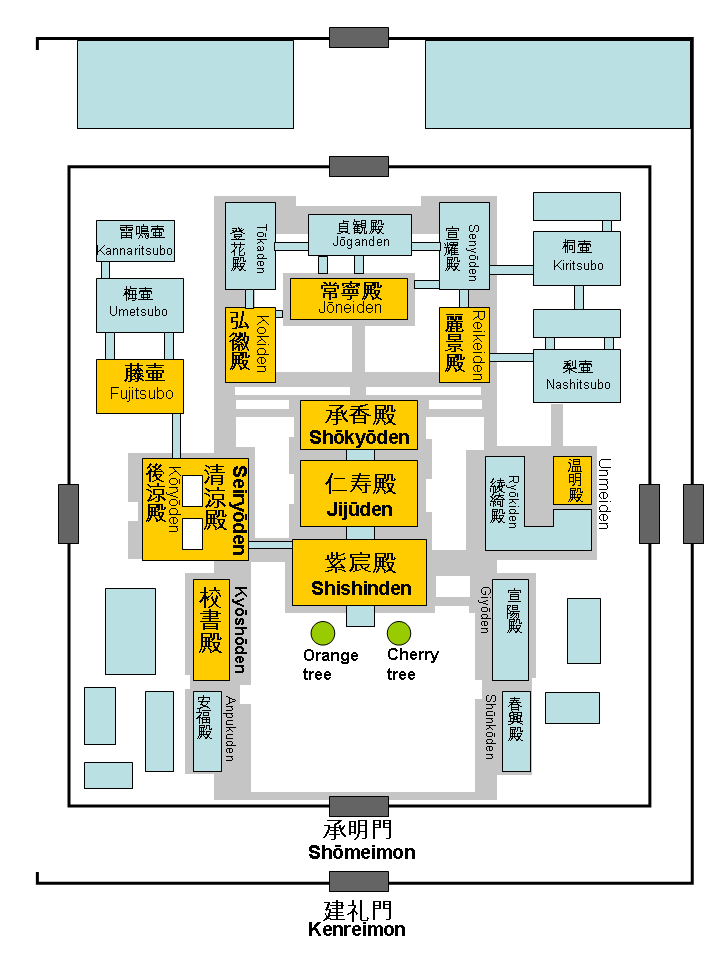
平安宮內裏佈局

內裏為天皇及後宮的居所及私人區域，在大內裏中央偏東處。現今的京都御所也有部分與內裏同名的殿舍及大門。

### 主要建築
紫宸殿：內裏的正殿，別稱「南殿」、「前殿」、「紫震殿」。殿東西九間，屋頂檜皮葺，四面有「庇（在建築本身的一面增加延長的單坡屋簷，若四面都增加，稱為四面庇）」，殿內北部設置「賢聖障子」，描繪三十二位中國古代聖賢肖像。殿前左右分別種植櫻花（左近櫻）和橘柑（右近橘）。
紫宸殿原本是天皇的私人空間，但當大極殿荒廢以後，取代了大極殿的諸多功能，即位式、大嘗祭多在此舉行，紫宸殿於是逐漸成為大內裏的政治中心。鎌倉時代時內裏火災，沒有重建。現今的京都御所內也有紫宸殿。

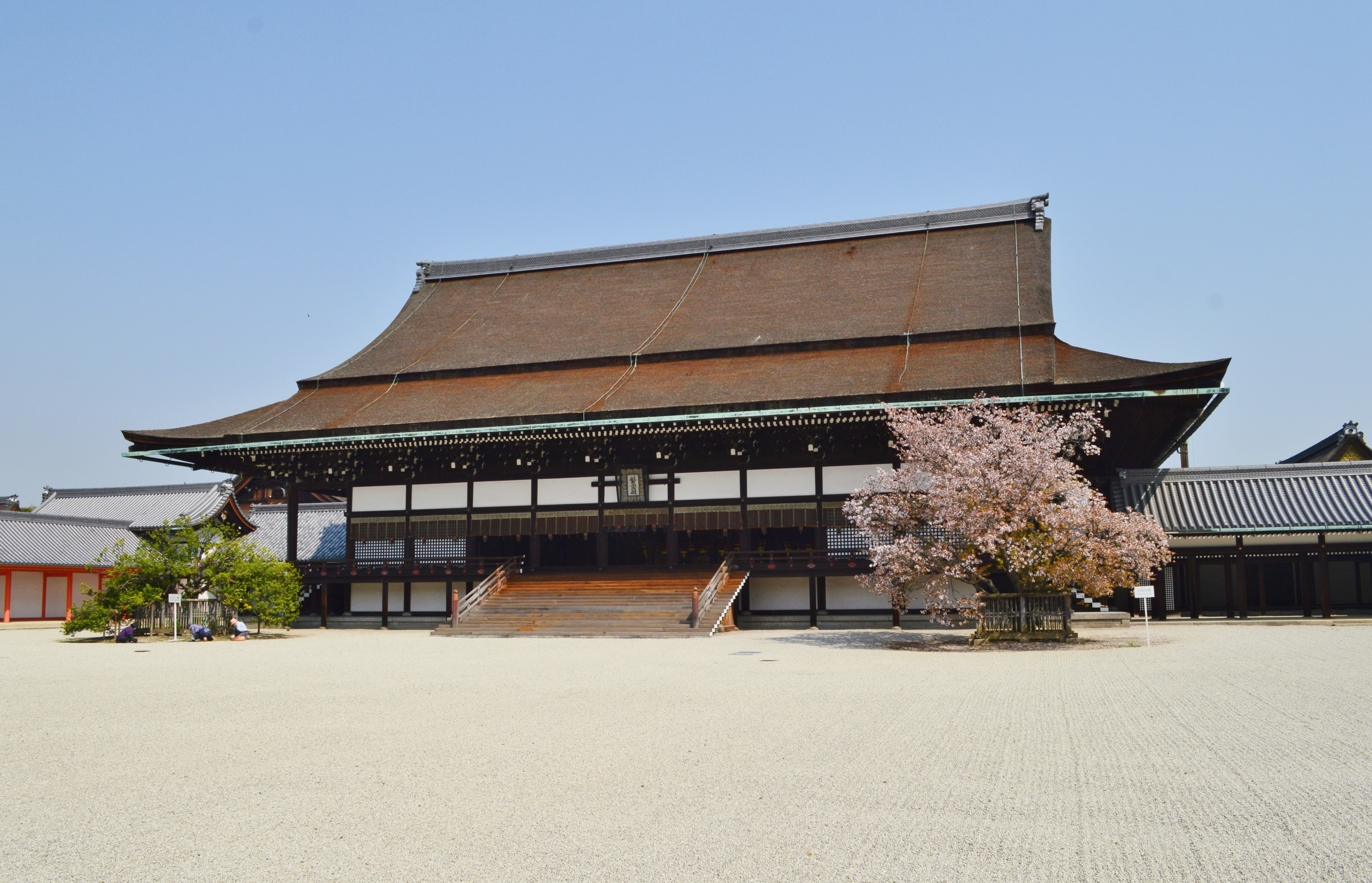
京都御所紫宸殿（非平安宮內裏）

仁壽殿：別稱「中殿」、「後殿」，檜皮葺，東西七間、南北四間，其外四面庇，原為天皇寢殿，宇多天皇以後改為舉辦內宴、冠禮、觀賞相撲、蹴鞠使用，寢殿則改在清涼殿。
清涼殿：別名「御殿」，面朝東，九間四面，檜皮葺，四面庇入母屋造。殿東庭院內北部種植吳竹，稱為「吳竹臺」，南部種植河竹，稱「河竹臺」。宇多天皇以後為天皇的寢殿、日常起居的殿舍。四方拜、小朝拜、除目等儀式在此舉行。在京都御所內有相同殿舍。

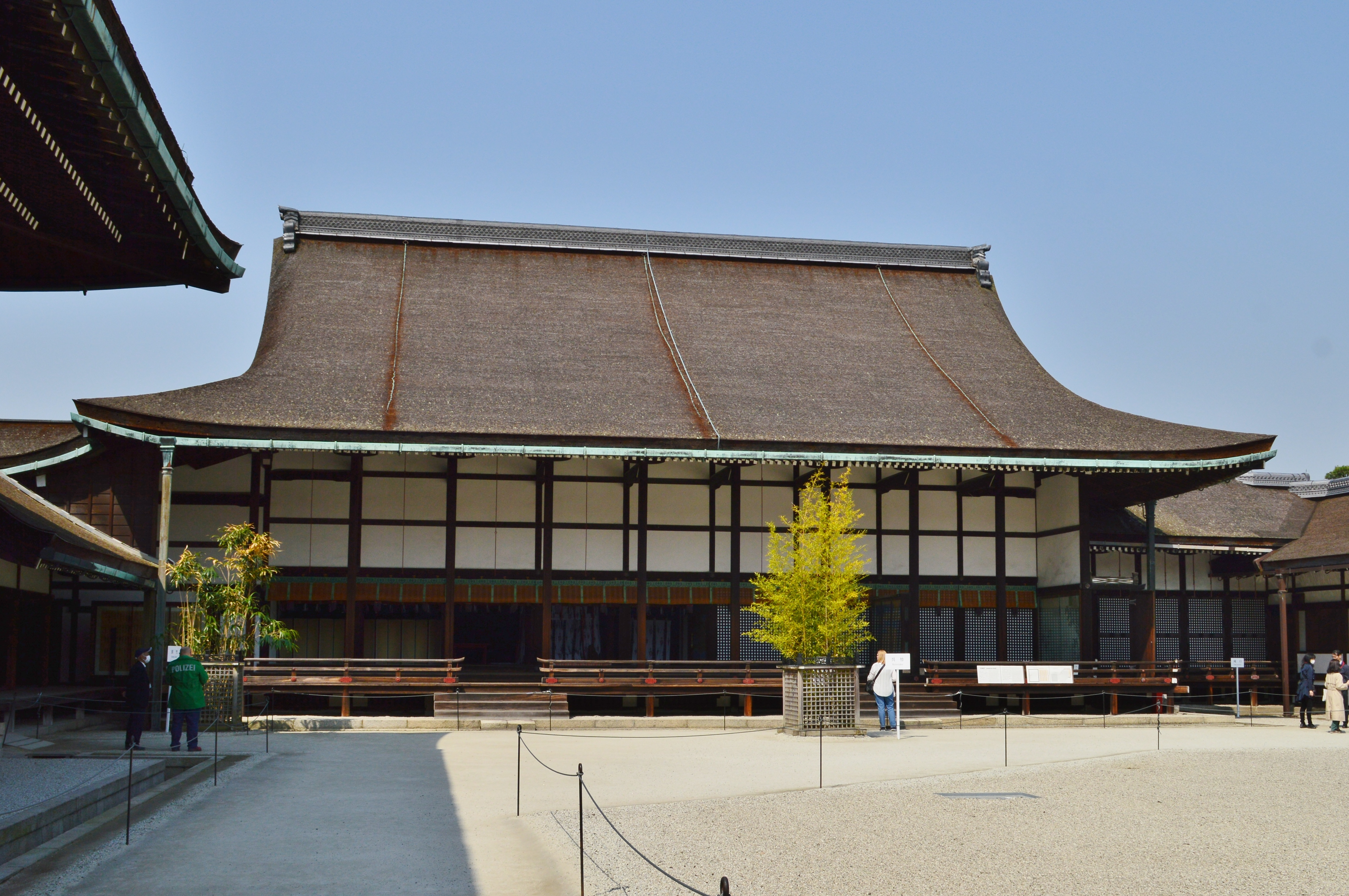
京都御所清涼殿

後涼殿：南北9間（一說7間）、東西2間，四面庇。女御、更衣的住所。
綾綺殿：面朝西，檜皮葺，南北九間，東西二間，四面庇。天皇入浴、齋服、舉行內宴時使用。
溫明殿：別稱「內侍所」，面朝西，東西九間，南北四間，內有賢所，是存放三神器之一的八咫鏡及管理內侍的地方。
校書殿：亦稱文殿，面朝東，南北九間，東西二間，用於保管歷代文書、編寫、校對。
宜陽殿：亦寫作「儀陽殿」，正面朝西，南北九間，東西二間，四面庇。歷代天皇御筆、樂器、甲冑等寶物收藏於此。京都御所有同名殿舍。
安福殿：南北7間、東西2間，與春興殿相對，是侍醫與藥生辦公的場所。
春興殿：與安福殿相對，面朝西，身舍（庇之內的建築中心部分）東西2間、南北7間，是放置武器的地方。現在的京都御所有同名的殿舍。

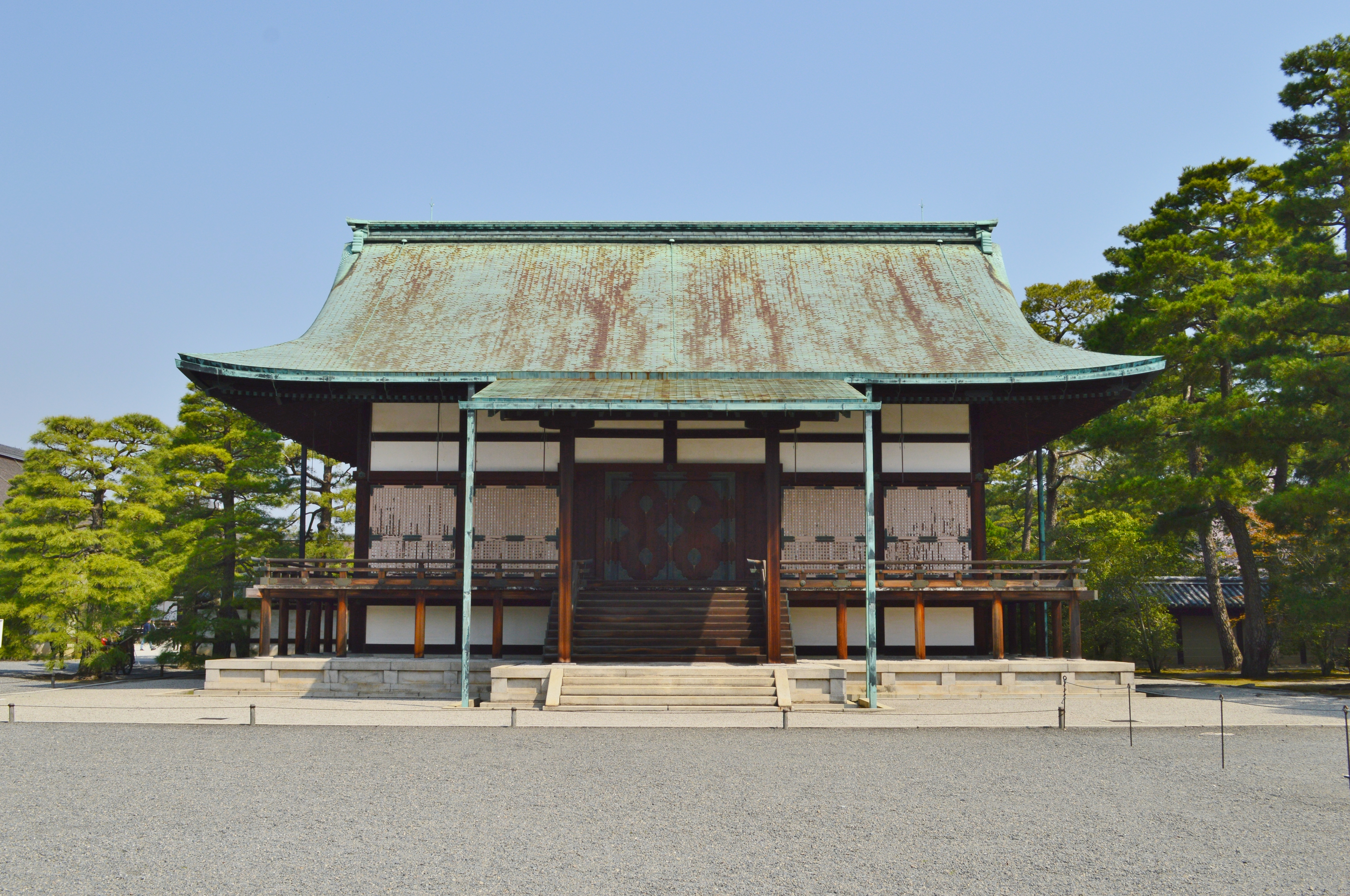
京都御所春興殿

### 後宮（七殿五舍）
貞觀殿：皇后的正殿，東西7間，南北2間（一說九間四面），四面庇，有渡廊通往常寧、宣耀、登花三殿。殿內設置「女藏人」，負責宮內雜務用度及衣服供給，因裁縫之處被稱為「御匣」，因此又稱「御匣殿」。
常寧殿：皇后的寢殿，東西7間、南北2間，四面庇。實際是皇后或女御的居所，之後的皇后寢殿則遷至靠近清涼殿的飛香舍或弘徽殿，因此成為儀式性場所（類似北京紫禁城坤寧宮的情形）大嘗祭和新嘗祭的五節舞在此舉行，別稱「后町」、「五節殿」。
弘徽殿：也寫作洪輝、弘輝或弘暉，面朝東，東西二間，南北七間，四面庇。是實際最高級的後宮殿舍，皇后、中宮和女御居所。
承香殿：在仁壽殿之後，面朝南，檜皮葺，東西七間，南北二間，四面庇。殿內中央有縱向馬道，將殿分為東西二部。受寵的女御居住於此，也是內宴與御遊的場所。
麗景殿：南北七間，東西二間，四面庇，皇后、中宮、女御、東宮妃居所。親王元服禮（成人禮）、皇女袴着禮（祝福幼兒平安長大）在此舉辦。
登華殿：皇后、中宮、女御居所，面朝東，南北七間，東西兩間。
宣耀殿：面朝西，南北七間，東西二間，四面庇，女御、更衣的居所。
藤壺：亦稱飛香舍，因庭院植藤，故名。舍東西五間，南北二間，四面庇，中宮和女御的居所。
梅壺：亦稱凝華舍，因庭院植梅，故名。女官使用的殿舍。
梨壺：包含昭陽舍、昭陽北舍，因庭院植梨，故名。皆東西五間，南北二間，為女官的詰所（值班室）。
桐壺：包含淑景舍、淑景北舍，因庭院植桐，故名。離清涼殿最遠。舍東西五間，南北二間，四面庇，為女御、更衣的住所。
雷鳴壺：亦稱襲芳舍，是後宮居所、右大將宿所。
蘭林坊：在朔平門與玄輝門間的西側，宮中御物、御書的收藏處。
桂芳坊：在朔平門與玄輝門間的東側，練習雅樂的樂所設立於此，也收藏御物御書。
華坊坊：在桂芳坊東側，用途不明。
中和院：位於內裏西南邊，別稱中院，是舉行新嘗祭、神今食等祭祀之處。據京都埋藏文化財研究所資料，中和院外廓東西寬50丈，南北長57丈。正殿為神嘉殿，東西七間，南北二間，殿身四面庇。殿兩側有東西二舍，以迴廊與殿連接；殿北有北殿，東西七間，南北二間，以渡廊與殿連接。

## 其他建築
- 真言院：位於中和院西邊，宴松原東南邊，是密教的修法道場，由空海於承和元年（834年）奏請比照唐朝的內道場設立。永祚元年（989年）因頻繁的災害而廢棄[44]。
- 武德殿：位於宴松原東邊，正對殷富門，完成於796年，用於觀賞競馬，以宴松原旁的馬場作為場地[45]。
- 宴之松原：內裏的西側位置的空地，用途不明，由於與內裏對稱，被認為可能是遷建內裏的預備用地。在《今昔物語集》中，記載有女性在此被鬼殺害。

## 官署
大內裏的東西部及北部由皇室服務機關與律令制官署組成。以下列出部分的重要建築。關於各機關之職權與編組，詳見日本古代職官。
- 太政官廳：最高行政機關，總轄八省，在朝堂院東。
  - 中務省：在朝堂院東北。
  - 民部省：在朝堂院東南。
  - 式部省：在民部西南，隔著應天門前廣場與兵部省相對。
  - 兵部省：在豐樂院南，其西為彈正臺。
  - 刑部省：在皇嘉門西北，對面是彈正臺。
  - 治部省：在刑部省北。
  - 大蔵省：位於大內裏西北。其下轄機關「大藏」，為倉庫，設置在大藏省東邊、偉鑑門南邊一帶。
  - 宮内省：在太政官東方。
- 神祇官廳：管理神道祭祀，大內裏最晚荒廢的建築。
- 彈正臺：在豐樂院南，其東為兵部省。
- 東宮雅院：皇太子的御所，分為東、西雅院，位於待賢門內西北方，內裏東南方[46]。
- 令外官府

## 引用資料
1. ↑  . www.dmuchgis.com.   [2020-02-12].
2. ↑  日本後紀／卷第十三

有勅，令參議右衛士督從四位下藤原朝臣緒嗣，與參議左大辨正四位下菅野朝臣眞道相論天下徳政。於時緒嗣議雲：方今天下所苦，軍事與造作也。停此兩事，百姓安之。眞道□執異議，不肯聽焉。帝善緒嗣議，即從停廢。有識聞之，莫不感歎。
3. ↑  續日本後紀／卷第十二

九年有詔書：天下儀式，男女衣服，皆依唐法。五位已上位記，改從漢樣。諸宮殿院堂門閣，皆著新額。
4. ↑  .   [2020-02-14]. （原始内容存档于2020-06-26）.
5. ↑  . （原始内容存档于2020-02-14） （日语）.
6. ↑  王 維坤. . 日文研叢書. 2008, (87).
7. ↑  . www.wahouse.com.tw.   [2020-02-13]. （原始内容存档于2020-06-26）.
8. ↑  日本国語大辞典,世界大百科事典内言及, 精選版. . コトバンク.   [2020-02-14]. （原始内容存档于2020-06-26） （日语）.
9. ↑  教育部,卡米爾. . 163.28.84.216.   [2020-02-13]. （原始内容存档于2020-06-26） （中文（臺灣））.
10. ↑  山田邦和. . 国立歴史民俗博物館研究報告. 2007, (134): 23.
11. ↑  . 平安宮003　大極殿 - アートプラス京めぐり.   [2020-02-14]. （原始内容存档于2020-06-26） （日语）.
12. ↑  . kyotofukoh.jp.   [2020-02-14]. （原始内容存档于2017-07-12）.
13. ↑  . kyotofukoh.jp.   [2020-02-13]. （原始内容存档于2017-07-12）.
14. 1 2  . homepage-nifty.com.   [2020-02-11]. （原始内容存档于2020-06-26）.
15. ↑  . スマホ対応最終版.   [2020-02-14]. （原始内容存档于2019-12-29） （日语）.
16. 1 2  . kyotofukoh.jp.   [2020-02-14]. （原始内容存档于2017-07-12）.
17. ↑  . www.kyototsuu.jp.   [2020-02-11].[永久]
18. ↑  . 朝日新聞デジタル.   [2020-02-11]. （原始内容存档于2020-06-26） （日语）.
19. ↑  三訂版,世界大百科事典内言及, ブリタニカ国際大百科事典 小項目事典,デジタル大辞泉,百科事典マイペディア,世界大百科事典 第２版,大辞林 第三版,動植物名よみかた辞典 普及版,精選版 日本国語大辞典,旺文社日本史事典. . コトバンク.   [2020-02-15]. （原始内容存档于2020-02-15） （日语）.
20. ↑  日本国語大辞典,世界大百科事典内言及, ブリタニカ国際大百科事典 小項目事典,デジタル大辞泉,世界大百科事典 第２版,大辞林 第三版,日本大百科全書(ニッポニカ),精選版. . コトバンク.   [2020-02-15]. （原始内容存档于2020-02-15） （日语）.
21. ↑  三訂版,世界大百科事典内言及, ブリタニカ国際大百科事典 小項目事典,デジタル大辞泉,百科事典マイペディア,世界大百科事典 第２版,大辞林 第三版,日本大百科全書(ニッポニカ),精選版 日本国語大辞典,旺文社日本史事典. . コトバンク.   [2020-02-15]. （原始内容存档于2020-02-15） （日语）.
22. ↑  日本国語大辞典, デジタル大辞泉,大辞林 第三版,日本大百科全書(ニッポニカ),精選版. . コトバンク.   [2020-02-15]. （原始内容存档于2020-02-15） （日语）.
23. ↑  日本国語大辞典, デジタル大辞泉,大辞林 第三版,日本大百科全書(ニッポニカ),精選版. . コトバンク.   [2020-02-15]. （原始内容存档于2020-02-15） （日语）.
24. ↑  日本国語大辞典,世界大百科事典内言及, デジタル大辞泉,百科事典マイペディア,世界大百科事典 第２版,大辞林 第三版,日本大百科全書(ニッポニカ),精選版. . コトバンク.   [2020-02-15]. （原始内容存档于2020-02-15） （日语）.
25. ↑  日本国語大辞典, デジタル大辞泉,世界大百科事典 第２版,大辞林 第三版,日本大百科全書(ニッポニカ),精選版. . コトバンク.   [2020-02-15]. （原始内容存档于2020-02-15） （日语）.
26. ↑  日本国語大辞典, 大辞林 第三版,精選版. . コトバンク.   [2020-02-15]. （原始内容存档于2020-02-15） （日语）.
27. ↑  日本国語大辞典, デジタル大辞泉,大辞林 第三版,日本大百科全書(ニッポニカ),精選版. . コトバンク.   [2020-02-15]. （原始内容存档于2020-02-15） （日语）.
28. ↑  日本国語大辞典,世界大百科事典内言及, ブリタニカ国際大百科事典 小項目事典,デジタル大辞泉,世界大百科事典 第２版,大辞林 第三版,日本大百科全書(ニッポニカ),精選版. . コトバンク.   [2020-02-15]. （原始内容存档于2020-02-15） （日语）.
29. ↑  日本国語大辞典, ブリタニカ国際大百科事典 小項目事典,デジタル大辞泉,世界大百科事典 第２版,大辞林 第三版,日本大百科全書(ニッポニカ),精選版. . コトバンク.   [2020-02-15]. （原始内容存档于2020-02-15） （日语）.
30. ↑  日本国語大辞典, デジタル大辞泉,世界大百科事典 第２版,大辞林 第三版,日本大百科全書(ニッポニカ),精選版. . コトバンク.   [2020-02-15]. （原始内容存档于2020-02-15） （日语）.
31. ↑  日本国語大辞典,歌舞伎・浄瑠璃外題よみかた辞典, ブリタニカ国際大百科事典 小項目事典,デジタル大辞泉,百科事典マイペディア,世界大百科事典 第２版,大辞林 第三版,日本大百科全書(ニッポニカ),精選版. . コトバンク.   [2020-02-15]. （原始内容存档于2020-02-15） （日语）.
32. ↑  日本国語大辞典, デジタル大辞泉,大辞林 第三版,日本大百科全書(ニッポニカ),精選版. . コトバンク.   [2020-02-15]. （原始内容存档于2020-02-15） （日语）.
33. ↑  日本国語大辞典, ブリタニカ国際大百科事典 小項目事典,デジタル大辞泉,大辞林 第三版,日本大百科全書(ニッポニカ),精選版. . コトバンク.   [2020-02-15]. （原始内容存档于2020-02-15） （日语）.
34. ↑  日本国語大辞典, 大辞林 第三版,精選版. . コトバンク.   [2020-02-15]. （原始内容存档于2020-02-15） （日语）.
35. ↑  日本国語大辞典, デジタル大辞泉,大辞林 第三版,日本大百科全書(ニッポニカ),精選版. . コトバンク.   [2020-02-15]. （原始内容存档于2020-02-15） （日语）.
36. ↑  日本国語大辞典,世界大百科事典内言及, ブリタニカ国際大百科事典 小項目事典,デジタル大辞泉,百科事典マイペディア,世界大百科事典 第２版,大辞林 第三版,精選版. . コトバンク.   [2020-02-15]. （原始内容存档于2020-02-15） （日语）.
37. ↑  日本国語大辞典, ブリタニカ国際大百科事典 小項目事典,デジタル大辞泉,百科事典マイペディア,大辞林 第三版,精選版. . コトバンク.   [2020-02-15]. （原始内容存档于2020-02-15） （日语）.
38. ↑  日本国語大辞典, ブリタニカ国際大百科事典 小項目事典,デジタル大辞泉,百科事典マイペディア,世界大百科事典 第２版,大辞林 第三版,精選版. . コトバンク.   [2020-02-15]. （原始内容存档于2020-02-15） （日语）.
39. ↑  日本国語大辞典,世界大百科事典内言及, ブリタニカ国際大百科事典 小項目事典,デジタル大辞泉,百科事典マイペディア,世界大百科事典 第２版,大辞林 第三版,精選版. . コトバンク.   [2020-02-15]. （原始内容存档于2020-02-15） （日语）.
40. ↑  日本国語大辞典, ブリタニカ国際大百科事典 小項目事典,デジタル大辞泉,百科事典マイペディア,大辞林 第三版,精選版. . コトバンク.   [2020-02-15]. （原始内容存档于2020-02-15） （日语）.
41. ↑  . fine.tok2.com.   [2020-02-15]. （原始内容存档于2020-02-15）.
42. ↑  平安宮I-財團法人京都埋藏文化財研究所調查報告第13冊
43. ↑  日本国語大辞典,世界大百科事典内言及, デジタル大辞泉,世界大百科事典 第２版,大辞林 第三版,精選版. . コトバンク.   [2020-02-14]. （原始内容存档于2020-06-26） （日语）.
44. ↑  日本国語大辞典,世界大百科事典内言及, デジタル大辞泉,世界大百科事典 第２版,大辞林 第三版,精選版. . コトバンク.   [2020-02-14]. （原始内容存档于2020-06-26） （日语）.
45. ↑  . library.taiwanschoolnet.org.   [2020-02-14]. （原始内容存档于2020-06-26）.
46. ↑  日本国語大辞典, 精選版. . コトバンク.   [2020-02-15]. （原始内容存档于2020-02-15） （日语）.

## 外部連結
- 平安京GIS